# Shanghai Electric
Shanghai Electric Group ist ein staatliches chinesisches Unternehmen mit Sitz in Shanghai.
Das Unternehmen wurde 2004 gegründet, wobei die Unternehmensgeschichte als staatliches Unternehmen weiter zurückreicht. Shanghai Electric ist im Energiesektor tätig und produziert Energieanlagen, elektrische Energie, Windkraftanlagen, Schwermaschinen, Mechanik und Elektrik, Aufzugstechnik, Druck- und Verpackungsmaschinen sowie Werkzeugmaschinen.

## Beteiligungen
Das Unternehmen hat im Februar 2016 eine Beteiligung von ca. 30 % an dem deutschen Maschinenbauer Manz AG bekanntgegeben. Im Januar 2017 werden mit der Manz AG und der China Shenhua Energy ein Forschungs-Joint-Venture und ein so genanntes Equipment-Joint-Venture für Vertrieb und Wartung von CIGS-Dünnschicht-Solarmodulen gegründet.
Im August 2016 übernahm das Unternehmen 100 % der Anteile des deutschen Luft- und Raumfahrtzulieferers Broetje-Automation in Rastede (bei Oldenburg) vom bisherigen Mehrheitsgesellschafter Deutsche Beteiligungs AG.
Zwischen 2010 und 2015 gehörte der US-amerikanische Druckmaschinenhersteller Goss International zu Shanghai Electric. Goss wurde 2015 an die Beteiligungsgesellschaft American Industrial Partners verkauft.